# Заручевье (Чагодощенский район)
Заручевье — деревня в Чагодощенском районе Вологодской области.
Входит в состав Первомайского сельского поселения, с точки зрения административно-территориального деления — в Первомайский сельсовет.
Расстояние по автодороге до районного центра Чагоды — 30 км, до центра муниципального образования посёлка Смердомский — 5 км. Ближайшие населённые пункты — Игнашино, Новая, Новинка, Смердомля.
По переписи 2002 года население — 6 человек.